# Hrvatska arhitektura
Hrvatska arhitektura je arhitektura na području današnje Republike Hrvatske; arhitektura Hrvata od pretpovijesti pa do danas.

## Drevna baština

### Pretpovijest
Na prostorima današnje Hrvatske nižu se od davnina mnogi slojevi pretpovijesnih kultura čije je formiranje i nestanak vezano uz migracije neidentificiranih etničkih skupina.
Neolitska istarska kultura je specifična po kućama od suhoziđa – tzv. bunje koje su služile za pastire sve do početka 20. stoljeća. Eneolitik ili bakreno doba u Hrvatskoj je najzanimljivije u Vučedolskoj kulturi gdje je stanovništvo živjelo u utvrđenim naseljima na uzvišenim položajima, zaštićeno palisadama. Kuće su nadzemne, većinom četvrtaste s podom od zapečene zemlje i kružnim ognjištem.
Od 7. st. pr. Kr. željezo preuzima primat, prepuštajući bronci domenu nakita i obrta. Iz kultura metalnog doba izniče sloj Ilira, etničke grupacije s jasno definiranom kulturnom i umjetničkom fizionomijom. Do današnjih dana očuvane su zidine Nezakcija kraj Pule, jedne od brojnih istarskih gradina iz metalnog doba. Najzanimljiviji fenomen iz toga grada je monumentalna kamena plastika.

### Antika
Grci iz Sirakuze, 390 g. pr. Kr., dolaze na Vis (Issa), Hvar (Pharos) i Korčulu (Corcyra Nigra), gdje osnivaju gradove-države i žive podosta izolirano. Grade se obalni gradovi (Tragurion, Salona, Epetion), vile, hramovi i teatri (Vis). Razvijena je trgovina pa se grade i luke, javne zgrade, itd. Iliri osvajaju ove gradove i organiziraju državu s centrom oko Neretve. U 3. st. p. K., nakon sukoba s Ilirskom kraljicom Teutom, Rimljani osvajaju ilirske gradove i uvode vojno-ekonomski sustav. Za razliku od Grčke, prožimaju čitav teritorij pretvarajući ilirske gradine u svoje gradove i uvode u Europu prvu urbanizaciju. Gradovi su centrirani – pravilno podijeljeni. 
Razinu rimske organizacije prostora dokazuju brojne vile rustike, kao i ruralna naselja (najreprezentativnije su Verige na Brijunima, Pula i Trogir). Tipične rimske mreže pravokutnih ulica (decumanus/cardo) najbolje su sačuvane u Poreču i Zadru.
Najviše cjelovito sačuvanih rimskih spomenika nalazi se u Puli. Osnovana u 1. st. u spomen Cezaru, Pula je prepuna klasične rimske umjetnosti: gradske zidine, dvoja gradska vrata, slavoluk, dva hrama na Forumu, ostaci dvaju teatara. Najvažniji su: Slavoluk Sergijevaca, postavljen 30. g. u spomen trojici uglednika iz roda Sergijevaca; Augustov hram podignut 2. – 14. g. tj. u klasičnom razdoblju, te Amfiteatar iz 2. st. - tzv. Pulska arena.
U Dalmaciji je glavni grad bio Salona, od kojeg su ostale samo ruševine. Salona je imala oko 40 000 stanovnika. U blizini Salone u doba kasne antike nastaje i najveća rimska arhitektonska struktura na tlu Hrvatske, Dioklecijanova palača (oko 300. g.), na čijim će se ostacima kasnije razviti grad Split. To je ujedno jedan od najznačajnijih spomenika kasnoantičke arhitekture uopće, u kojemu se sabiru najraznolikiji umjetnički utjecaji golemog rimskog carstva.

## Srednji vijek

### Starohrvatska arhitektura
Na područje današnje Hrvatske Hrvati su se naselili početkom 7. stoljeća zajedno s Avarima i drugim Slavenima iz sjeverne Europe. Hrvati su tada bili na razvojnoj razini brončanog i željeznog doba, te nisu znali uživati u blagodatima grada. Stoga nisu sami gradili gradove nego su se naseljavali u blizini postojećih gradova, na obližnjim rijekama (npr. Otok na ušću rijeke Jadro ispred Salone).
Hrvati su postupno preuzeli okružje postojeće antičke kulture i umjetnosti, ali su istodobno prihvatili kršćansku vjeru. Prve su crkve podizane kao kraljevske bogomolje, a kasnoantički utjecaj je bio najjači u Dalmaciji zbog gustoće kasnoantičke urbanizacije. Postupno je taj utjecaj slabio te je došlo do mijenjanja naslijeđenih oblika i stvaranja originalnih tipova građevina. Sve one (desetak većih i stotinjak manjih) građene su od lomljenca (grubo lomljena kamena povezanih debelim slojem žbuke izvana). Od većih zgrada, izgrađeno je mnogo crkava, uglavnom uzdužnih, jednobrodnih ili trobrodnih. Takva je i crkva sv. Spasa na vrelu Cetine iz 9. st. Crkva ima snažne oble kontrafore (izvanjske nosače), koje joj daju osobine utvrde, dok je ulaz naglašeno moćnim tornjem – zvonikom usred pročelja.
Nastaje i mnoštvo manjih crkava raznovrsnih zanimljivih oblika, longitudinalnih ili centralnih. Najveća i najsloženija crkva kružne osnove iz 9. st. je crkva sv. Donata u Zadru. Oko njezine kružne jezgre – nad kojom je izvorno bila kupola – ovija se prstenasti ophod s trima apsidama na istoku, a taj oblik se ponavlja i na katu. Po veličini, ljepoti i vrijednosti, sv. Donat se može se usporediti s dvorskom kapelom Karla Velikog u Aachenu.

### Romanika
Rana romanika se javlja u Hrvatskoj početkom 11. stoljeća, i to snažnim razvojem samostana i crkvenom reformom (benediktinci). To razdoblje je ostavilo brojne, među njima i jako vrijedne, spomenike koji su neravnomjerno raspoređeni uglavnom na jadranskom priobalju – Istra, Primorje i Dalmacija, dok su gotovo neznatni ostaci na hrvatskom sjeveru. 
Već vrlo rano u 11. stoljeću, grade se monumentalni gradovi na obali Jadrana, kamene kuće, najčešće trokatnice bez dimnjaka, s konobama ili dućanima u prizemlju (npr. u Poreču, Rabu, Zadru, Trogiru i Splitu). Grade se trobrodne, troapsidalne bazilike, sa stupovima i arkadama, te drvenim stropovima, što ih uza svoje samostane grade benediktinci koji dolaze iz Italije. Crkva sv. Petra u Supetarskoj Dragi na Rabu (11. st.) najbolje je očuvana crkva toga tipa u Hrvatskoj. Na Rabu je i rapska katedrala (12. st.), s odvojenim zvonikom kasnoromaničkog doba, najmonumentalnijim u Dalmaciji. On se postupno rastvara sve većima i brojnijim otvorima odozdo prema gore (monofore, bifore, trifore i kvadrifora), što je tipično za romaniku, ali i vizualno odaje konstruktivni princip da je svaki sljedeći kat lakši od prethodnoga. 
Trobrodna Zadarska katedrala (13. st.) odlikuje se izvana nizom slijepih galerija na bočnom i glavnom pročelju, gdje ima tri portala i veliku rozetu s radijalnim stupićima. U unutrašnjosti se unutra smjenjuju snažniji i tanji nosači što podupiru arkade (snopasti stupovi, stepenaste galerije, plošno oblikovani figurativni reljefi).
Glavni portal trogirske katedrale, djelo majstora Radovana najveći i najvažniji likovni spomenik srednjovjekovne skulpture u Hrvatskoj. Obuhvaća dvije velike skupine nagih likova Adama i Eve na postoljima što ih nose lavovi, zatim brojne reljefe s alegorijskim prikazima mjeseca u godini, te prizore iz lova i Kristova života: od Navještenja do Uskrsnuća na lukovima, do lunete u kojoj je Kristovo Rođenje. Način oblikovanja je toliko realističan da izražava novi, gotički humanizam, po čemu je Radovan na tragu postignuća najrazvijenije francuske skulpture (Katedrala u Chartresu). Njegova usmjerenost čovjeku je primjetna i u odabiru teme za lunetu, gdje je Rođenje Krista, umjesto Posljednjeg Suda koji je najčešći u romanici.

### Gotika
S gotikom se javlja kultura gradskih komuna (Dubrovački statut), propovjednih redova i vlastele. Četrnaesto stoljeće je vrijeme viteške kulture u Hrvatskoj, obilježeno dominacijom plemstva, ali i zlatno doba srednjovjekovnih dalmatinskih gradova koji su trgovali s hrvatskom vlastelom u zaleđu. 
U 14. st. prostorno i organizacijski razvijaju se gradovi u Dalmaciji. Urbanizacija se očituje u planskom dograđivanju i proširenju Raba i Trogira, regulaciji Dubrovnika i integraciji Splita. To je doba gradskih popločavanja ulica, izvedbe kanalizacije i organiziranja gradske čistoće, npr. Dubrovnik. Najveći pothvat toga doba bila je gradnja posve novih gradova na području Dubrovačke Republike – Stona i Malog Stona, te stonskih zidina, kilometar dugačkoga zida među njima s kulom vrh brijega (14. st.). Tako je cijeli poluotok Pelješac bio pregrađen i zaštićen od mogućeg napada s kopna s ciljem očuvanja najveće vrijednosti u dubini zaljeva – Stonske solane. 
Gotičku fortifikaciju od romaničke razlikuju visoke kule u obliku kvadratne prizme, za razliku od romaničkih i kasnijih renesansnih koje su kružne. Najbolje sačuvani takvi primjeri nalaze se u Istri: Hum, Bale, Motovun, ali i na sjeveru - Medvedgrad iznad Zagreba (1260.) ili na jugu - Sokolac u Lici (14. st.).
Zagrebačku romaničku katedralu uništili su Mongoli svojom provalom 1240. g., ali odmah nakon njihovog odlaska, Zagreb dobivanja titulu "slobodnog kraljevskog grada" kralja Bele IV., a biskup Timotej gradi novu katedralu. Trobrodna građevina s poligonalnim apsidama i križno-rebrastim svodom, imala je romaničke okrugle tornjeve. Brodovi se grade u 14. st., a svod dovršava u 15. st. Dolaskom Turaka u 16. st. katedrala se opasuje renesansnim kulama i zidinama. Samo jedan toranj katedrale je dovršen u 17. st., dok se u 18. podiže biskupski dvor. Obnovom u 19. st. u neogotičkom stilu, zagrebačka katedrala izgubila je svoj izvorni gotički izgled. 
Franjevačka crkva u Puli (1285.) je najreprezentativniji primjer rane gotike uz obalu. Građena je od 13. do 15. kao jednobrodna crkva s drvenim stropom, križno-rebrastim svodom, kvadratne apside, te visokih prozora. 
U 14. st. gradi se i zvonik splitske katedrale te klaustar franjevačkog samostana u Dubrovniku.

## Renesansa
Hrvatska je u 15. i 16. stoljeću, kada u Europi cvate renesansa, bila podijeljena u tri države. Sjeverna Hrvatska u austrijskom carstvu, Dalmacija pod Mletačkom Republikom (osim Dubrovačke Republike), a Slavonija pod turskom okupacijom. U takvom ozračju će u južnoj Hrvatskoj (Dalmaciji) procvasti društvena i crkvena arhitektura s jasnim utjecajem talijanske renesanse, dok će u kontinentalna biti pod utjecajima srednjoeuropske renesansne arhitekture. 
Dalmacija je bila "periferijska sredina" podjednako udaljena od dvaju ili više snažnijih kulturnih žarišta, tako da nije bila pod diktatom nijednog od njih, ali pod dovoljnim utjecajem da je mogla crpiti ideje i poticaje od obaju središta. U takvoj sredini, slobodnoj od dogmi i stege velikih središta, bila je Jurju Dalmatincu godine 1441. omogućena gradnja katedrale sv. Jakova u Šibeniku, prema vlastitu projektu. Mješovito gotičko-renesansnog stila, izuzetna je po dosljednoj primjeni originalne montažne metode konstrukcije uporabom velikih kamenih ploča, pilastara i rebara, povezanih međusobno utorima (bez žbuke), na način uvriježen u drvodeljstvu. Ovu jedinstvenu građevinu trolisnog pročelja u Europi dovršio je Nikola Firentinac.
Šibenska katedrala je Nikolu je inspirirala za prigradnju kapele Bl. Ivana Orsinija (1468.) uz Trogirsku katedralu, koja je, kao i šibenska katedrala, sastavljena od velikih blokova kamena izrazitom preciznošću. 

Na području Dubrovačke Republike niču brojni ladanjski domovi vlastele jedinstveni po funkcionalnosti prostorne organizacije, tvoreći osebujan stil renesanse vile i ujedno gospodarske zgrade. Sorkočevićev ljetnikovac na Lapadu u Dubrovniku (1521.) odlikuje se jedinstvenim rasporedom krakova zgrade (udvojeni L-tlocrt) u asimetričnoj dinamičkoj ravnoteži.
Renesansa je u sjeverozapadnoj Hrvatskoj, zbog konstantne prijetnje Turaka s istoka, je imala skromnija ostvarenje u općenitoj kulturnoj slici Hrvatske toga doba. Gradi se "idealni grad" Karlovac, 1579. godine. Cvate fortifikacijska arhitektura koja se nikada nije potpuno oslobodila tradicije gotike i utjecaja manirizma (npr. zagrebačka kaptolska tvrđa i Veliki Tabor, dvorac obitelji Ratkaj iz 16. stoljeća, ali je usvajanjem nizova arkada toskanskih stupova prihvatila utjecaje renesanse. 

## Barok i rokoko
U 16. st. Hrvatska je i dalje podijeljena u tri države: sjeverna Hrvatska u austrijskom carstvu, Dalmacija pod Mletačkom Republikom (osim Dubrovačke Republike), a Slavonija pod turskom vlašću. Tijekom 17. i 18. st. ponovno uklapanje triju velikih regija u cjelinu hrvatskih zemalja doprinijelo je bogatoj likovnoj baštini. U sjevernoj Hrvatskoj i po oslobođenju od Turaka krajem 17. stoljeća, u Slavoniji niču brojna i vrijedna djela barokne umjetnosti – od urbanističkih projekata i velikih tvrđava, do crkava, palača, stambenih zgrada i javnih spomenika. 
Velike utvrde sa svojim zvjezdastim tlocrtima, šancima i brojnim kulama grade se zbog konstantne opasnosti napadaja s istoka. Dvije najveće su Osijek i Slavonski Brod. To su utvrde kojima glavnu obrambenu moć daju zemlja i voda: nasipi od zemlje na koje su postavljeni topovi te opkopi isupnjeni vodom, što sprječavaju prodor neprijateljske sile. Tvrđava Brod najveći je danas sačuvani fortifikacijski spomenik toga doba u sjevernoj Hrvatskoj, ali i jedna od najvećih tvrđava u Europi, jer je bila granična utvrda cijele Europe prema Turskom carstvu.
Barokni urbanizam je vidljiv i u brojnim novim gradovima (Bjelovar, Karlovac, Koprivnica, Virovitica, itd.) koji imaju ulice pod pravim kutom, pravokutne trgove u sredini na kojima su najvažnije javne zgrade (vojne i gradske uprave) te crkva.
 I jadranski gradovi su na svojim starijim zidovima dobivali barokne kule i bastione (Pula, Šibenik, Hvar, itd.). No, najveće je razmjere barokne gradnje doživio Dubrovnik nakon katastrofalnog potresa 1667. kad je uništen gotovo cijeli grad. Gradi se Crkva sv. Vlaha (1715.), katedrala (17. st.), i isusovačka crkva sv. Ignacija. Najoriginalnije arhitektonsko-urbanističko rješenje rješenje je isusovačko stubište, rad rimskog arhitekta Pietra Passalacque, široko, kameno stubište konveksno-konkavna obrisa i snažnom ogradom koje povezuje donji dio grada s isusovačkim trgom na uzvisini. 
Razdoblje baroka je na području cijele Hrvatske ostavilo mnoštvo crkva – od najvećih što svojom veličinom i oblikovanjem čine »krunu« grada (crkva sv. Eufemije u Rovinju, katedrala sv. Vida u Rijeci) do najmanjih seoskih crkava. Seoske crkve često su dobivale cinktore, okolne trijemove što izvana sliče na utvrđene zidine, a iznutra imaju arkade. Samostani se prema klaustrima rastvaraju toskanskim arkadama, po uzoru na ranija renesansna rješenja. Zanimljiv je npr. franjevački samostan u Slavonskom Brodu gdje su stupovi »odebljali« na tragu baroknog obilja. 
U arhitekturi crkava kontinentalne Hrvatske zanimljiva je primjena ovalnog, odnosno eliptičnog tlocrta, koju donose mariborski arhitekti Josef Hoffer i Johann Fuchs, u okviru čijeg djelovanja nastaju katedrala sv. Terezije u Požegi te crkva sv. Marije Jeruzalemske na Trškom vrhu u Krapini. Najljepši primjer je možda crkva sv. Marije Magdalene u Selima kraj Siska – ovalnog tlocrta s eliptičnom kupolom i konkavno-konveksnog pročelja s parom zvonika, djelo nepoznatog arhitekta pod utjecajem znamenite austrijsko-češke graditeljske obitelji Dientzenhoffer. 
Najraskošnije opremljen interijer ima crkva sv. Marije Snježne u Belcu kod Zlatara (1740.), u kojoj je čitav prostor s oltarima i propovjedaonicom, potpuno ispunjen pozlaćenim bogatim skulpturama, a zidovi su oslikani freskama Ivana Rangera, baroknom pokrenutošću s plemenitom lakoćom i optimizmom vedrih boja. Ranger je raskošno oslikao i barokni pavlinski samostan i crkvu u Lepoglavi, Iluzionističkim freskama oslikavaju se dvorci hrvatskog plemstva, a kao najznačajnije rješenje ističe se ovalna dvorana trokrilnog dvorca Oršić u Gornjoj Bistri u Hrvatskom zagorju iz oko 1773. godine. Arhitektonski je ovaj dvorac možda najraskošnija primjena elipse u profanoj arhitekturi Hrvatske.
Zidno slikarstvo doživljava u baroku svoj procvat, a ističu se iluzionističke freske u crkvi sv. Marije u Samoboru, crkvi sv. Katarine u Zagrebu, te u isusovačkoj crkvi u Dubrovniku. Cjelovito su očuvane i likovno vrijedne rokoko freske u dvorcu Miljana, alegorijskog sadržaja, koje prikazuju godišnja doba i prirodne elemente, ljudske naravi, umjetnosti, itd.

## Klasicizam i historicizam
U austrijskim zemljama (kojima je Hrvatska tada pripadala) je početkom devetnaestog stoljeća obilježila gradnja u klasicističkom stilu. U Hrvatskoj najistaknutiji arhitekt je bio Bartol Felbinger koji je između ostalog napravio i Gradsku vijećnicu u Samoboru (1826.). U istom se razdoblju izdvaja i dvorac Januševec, u okolici Zagreba, vlasništvo baruna Vrkljana, ministra financija Napoleonove žene Marije Lujze. Klasicizam je u Hrvatskoj bio sentimentalan, nježan i umjeren - slika građanskih vrlina štedljivosti, skromnosti i jednostavnosti. U arhitekturi imamo jednostavne ukrase polukružnih plitkih niša oko prozora.
Historicizam u Hrvatskoj je obilježen gradnjom triju velikih sakralnih objekata: monumentalna Župna crkva sv. Petra i Pavla u Osijeku (1898.), neoromanička Đakovačka katedrala (arhitekti Karl Roesner i F. Schmidt, 1882.) i neogotička pregradnja zagrebačke katedrale s pocakljenim krovištem i zvonicima od 105 m (Hermann Bollé, 1880-1902.). Krajem 19. st. Hermann Bollé je u Zagrebu, na gradskom groblju Mirogoj, izgradio pola kilometra duge neorenesansne arkade s dvadeset kupola, što je jedan od najvećih projekata europskog historicizma uopće.
Krajem 19. st. Hrvatski gradovi dobivaju značajno urbanističko uljepšanje: Karlovac svoje renesansne bastione pretvara u perivoj koji uokviruje stari grad, a primorski gradovi (Trogir, Zadar, Pula, Pag i Šibenik) ruše svoje zidine i otvaraju se prema moru.
No, svojom veličinom i važnošću, ističe se urbanističko rješenje regulacije zagrebačkog Donjeg Grada, Zelena potkova ili Lenuzzijeva potkova, velikim dijelom rad urbanista Milana Lenuzzija, 1860-1880. Između najdulje zagrebačke ulice – Ilice i nove željezničke pruge podignut je pravilan geometrijski grad s velikim zdanjima javne i društvene namjene od kojih se ljepotom ističu neorenesansna zgrada Hrvatske Akademije Znanosti i Umjetnosti (F. Schmidt, 1884.), neobarokno Hrvatsko narodno kazalište (H. Helmer i F. Fellner, 1895.), te tada izrazito moderni Umjetnički paviljon (1898.) s montažnom konstrukcijom od čelika i stakla – hrvatska »Kristalna palača«. Pred kraj toga razdoblja nastaje secesijsko remek-djelo – Nacionalna i sveučilišna knjižnica (Rudolf Lubinsky), dovršena 1913. godine. Ovaj urbanistički plan povezan je nizom perivoja i parkova, uljepšanih brojnim fontanama i skulpturama, drvoredima i cvjetnim vrtovima, čineći Zagreb jedan od prvih gradova koji zadovoljavaju novu misao u europskoj teoriji umjetnosti o »gradu kao umjetničkom djelu«.
Historicistički spomenik koji je sažeo sve tri likovne umjetnosti je zgrada bivšeg Ministarstva bogoštovlja i nastave u Zagrebu (H. Bollè, 1895.).

## Dvadeseto stoljeće
Do kraja Prvoga svjetskog rata, u Hrvatskoj traje paralelizam likovnih zbivanja i pluralizam stilova, te djelomično izostaju sva ona avangardna kretanja iz zapadne Europe i Rusije. Tako su najveća djela toga vremena još uvijek u duhu umjetnosti 19. stoljeća. 

### Secesija
Secesija se u hrvatskoj arhitekturi javlja posljednjih godina 19. stoljeća, kada još uvijek uvelike prevladava historicizam. Na prijelazu stoljeća značajan je priliv stanovništva u gradove, pri čemu se intenizivira stambena i najamna uzgradnja. Najranija secesijska ostvarenja nastaju u okviru djelovanje atelijera Hönigsberg & Deutsch, te arhitekta Vjekoslava Bastla. Bastl gradi objekte Trgovačko-obrtničke komore te obrtnog muzeja (danas Etnografski muzej 1901.), i kuću Kallina (1903.), značajnu po upotrebi polikromiranih keramičkih pločica na pročelju, po uzoru na bečku Majolikahaus. Bastl je također autor projekta za raskošne zgrade Trgu bana Jelačića, kuću Rado (1903.) i Elsa-fluid dom (1905.). Ova kvalitetna ostvarenja hrvatske secesije pod izravnim su utjecajima bečke secesije i arhitekta Otta Wagnera, kod kojega se školovao i sam Bastl. Značajan doprinos secesijskoj arhitekturi u Zagrebu dali su i arhitekti Ignjat Fischer, Aladar Baranyai i Dionis Sunko. Vrhunac stila ostvaren je u djelu arhitekta Rudolfa Lubinskog, Nacionalna i sveučilišna biblioteka u Zagrebu, dovršena 1913. i uređena po načelu totalnog dizajna. 
Raskošna secesijska zdanja grade se i u Rijeci, a najzaslužniji su mahom tršćanski arhitekti Emilio Ambrosini, Carlo Pergoli i Vjenceslav Celligoi. U Osijeku se mogu istaknuti radovi Viktora Axmanna, napose Kino Urania, a u Splitu djela Spira Nakića i Kamila Tončića, poput Sumpornog kupališta (1903.) i Hrvatskog doma (1908.).

### Moderna
Uključivanje hrvatske arhitekture u napredna europska kretanja poveo je arhitekt Viktor Kovačić koji istupa protiv historicizma i zastupa ideju da arhitektura mora biti individualna i suvremena, ali i praktična i udobna. Programatski je ova ideja najranije primijenjena na vili Frangeš Mihanović (1910.) na Rokovu peroviju u Zagrebu, koja svojim jednostavnim oblikovanjem, lišenim ukrasa i funkcionalnom organizacijom revolucionarno anticipira razvoj moderne arhitekture. I druge Kovačićeve projekte odlikuju suzdržanost, čistoća, odmjerenost, te reduciranost znakova historicističke arhitekture (monumentalna palača Burze u Zagrebu, 1924.). 
Od tridesetih godina, djela "Zagrebačke škole" arhitekture idu ruku pod ruku s ponajboljim djelima svjetske arhitekture. Osobito su zanimljiva zbog spoja dviju, tada najznačajnijih struja, funkcionalističke i organičke arhitekture. Od brojnih predstavnika ističe se utemeljitelj opće umjetničke skupine Zemlja – Drago Ibler i najosebujniji Stjepan Planić.
Drago Ibler je 1929. objavio manifest s načelima djelovanja  Grupe Zemlja u kojemu ističe: Treba živjeti životom svoga doba i treba stvarati u duhu svoga doba. Suvremeni život prožet je socijalnim idejama i pitanjima kolektiva, a umjetnik ne može stajati izvan kolektiva, jer su umjetnost i život jedno.
Stjepan Planić je svojim brojnim objektima zadužio antologiju moderne arhitekture i utjelovio novu sliku Zagreba. Svaki projekt obilježuje neka nova misao: vila u Kozarčevoj ulici stupnjevito prilagođena tlu (1931.), drveni Đački dom (1934.), kameno-drveni Tomislavov dom Y-tlocrta na Sljemenu (1935.), tzv. Okrugla vila s radijalnim pregradama na Prekrižju (1935.), Zgrada Napretkove zadruge (1936.). Planić se borio za slobodu arhitekata da sadržaje mogu rasporediti sukladno klimatskim uvjetima, suncu, vjetru i vidiku, te za opće socijalne i humanističke ideje u kulturi stanovanja.

### Funkcionalizam
U arhitekturi poslije Drugoga svjetskog rata nastupa potpuni prekid s praksom i iskustvom prijeratne arhitekture. On se prvenstveno očituje o izostanku kritičko-teorijske sfere, a arhitektura postaje planska sistemska djelatnost strogo podređena društvenoj i ideološkoj sferi. Prevladava socijalni monumentalizam, pod utjecajem Le Corbusiera, pa se kao prva obilaznica starog dijela Zagreba probija Ulica proleterskih brigada (danas Vukovarska avenija), koja predstavlja predimenzionirano urbanističko rješenje. Uz državne projekte javlja se i masovna anonimna gradnja. 
Tek šezdesetih i sedamdesetih godina afirmira se autorska arhitektura i privatna izgradnja. Osnovni zamah su tipska naselja s neboderima. Infrastrukutra i prostorno planiranje su u drugom planu. Godine 1964. izrađen je urbanistički programa grada Zagreba čija su obilježja prometni shematizam, neriješen odnos prema željezničkoj pruzi, kao i nedefiniran odnos prema Savi.
- Drveni neboder Drage Iblera iz 1958. god.
- Trg Petra Svacica-Zagreb, zgrada po projektu Drage Galića
- Richterovi neboderi, poznati i pod nazivom Rakete, u zagrebačkom kvartu Trnje
- Zgrada Krstarica u naselju Split 3

## Suvremena arhitektura
Domovinski rat i kraj 20. stoljeća, donijeli su opće osiromašenje stanovništva, a dolazak kapitalizma i promjenu legislative koja je značila opće nesnalaženje na području arhitekture i prostornog planiranja. Konačno se, nakon dvadesetak godina izgradnje, dovršava Nacionalna i sveučilišna knjižnica (1995.), djelo skupine arhitekata pod vodstvom Velimira Neidhardta, koja predstavlja zasad najveće ostvarenje suvremene arhitekture u Hrvatskoj. Prvih godina 21. stoljeća, intenziviranjem javnih natječaja, a najviše uz pomoć državnog programa Poticajna stanogradnja, nastaju uspješne realizacije u stambenoj izgradnji diljem zemlje. 